# Tłustoręby
Tłustoręby (niem. Kirchberg)– wieś w Polsce położona w województwie opolskim, w powiecie opolskim, w gminie Niemodlin.
W latach 1975–1998 miejscowość administracyjnie należała do ówczesnego województwa opolskiego.

## Historia
Od końca XVIII w. wieś posiadała własną pieczęć gminną, na której wizerunku przedstawiono chłopa siejący zboże prawą ręką, a następnie chłopa z kosą na ramieniu kroczącego w prawą stronę .